# 塞爾吉奧·托皮

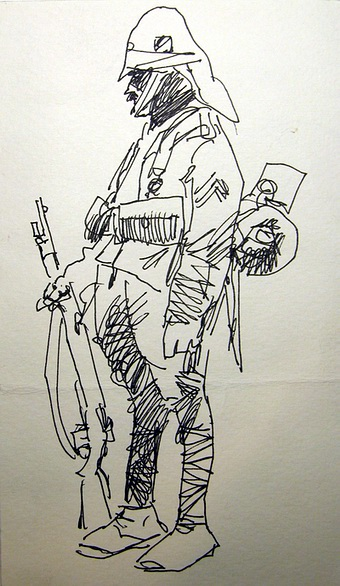
塞爾吉奧·托皮所畫的士兵草圖。

塞爾吉奧·托皮（Sergio Toppi，1932年10月11日—），義大利漫畫家。

## 生平
塞爾吉奧·托皮出生在米蘭。
他剛出道時為義大利知名出版社UTET畫插圖並且合作了幾支廣告。
1966年，托皮為「孩子們的信差」畫了第一部漫畫作品。
其後為相同的主題創作了許多故事。

## 外部連結
- Complete chronology of works (in Italian)
- Biography with images （页面存档备份，存于）